# Банкрофт, Джозеф
Джозеф Банкрофт (англ. Joseph Bancroft; 1836—1894) — английский хирург, фармаколог и паразитолог, эмигрировавший в Австралию.

## Биография
Единственный сын фермера, Банкрофт получил медицинское образование и начал практику в Англии, но затем эмигрировал в Квинсленд, когда для поправки здоровья ему прописали смену климата на более тёплый. После краткого отдыха он начал работать хирургом на новом месте (в Брисбене). Много занимался наукой. Открыл медицинское использование растения Duboisia myoporoides, изготовление пеммикана. Изучил возможность медицинского использования растения Duboisia hopwoodii, входящего в состав традиционной смеси для жевания, которую использовали как стимулятор австралийские аборигены.
В 1877 Банкрофт совершил путешествие по Востоку, Европе и Африке, причем не смог удержаться от изучения заболеваний, характерных для каждой из стран. Много занимался ботаникой, изучая и австралийские растения, и болезни культивируемых культур (пальм, бананов). Опубликовал памфлет Contribution to Pharmacy from Queensland. Входил в комиссию по проблеме кроликов.
Открыл вызывающих филяриоз Filaria bancrofti одним из первых предположил их перенос комарами. Скоропостижно скончался на улице в Брисбене 16 июня 1894 года. Его именем названы главное здание QIMR Berghofer Medical Research Institute и избирательный округ (с 2017).